# علي، ربيعة والآخرون (فلم)
علي، ربيعة والآخرون هو فيلم دراما مغربي صدر سنة 2000، من كتابة وإخراج أحمد بولان، وبطولة كل من يونس ميكري، وهيام عباس، وحسن الفد، وسامية أقريو، ومحمد مروازي. تدور أحداث الفيلم حول علي، الذي يُسجن ظلمًا لمدة عشرين عامًا بدل أحد أصدقائه بتهمة سياسية، ليكتشف بعد خروجه من السجن عالمًا مختلفًا تمامًا عما كان يعرفه.

## القصة
علي، ومعه مجموعة أصدقاء يتقاسمون كل شيء في سنوات السبعينات، ولكل واحد منهم أحلامه، تقبض الشرطة على واحد منهم لنشاطه السياسي، يوهم الشرطة أن علي هو المسؤول عن التنظيم كي يبرئ نفسه، يتم القبض على علي، يحاكم ويسجن عشرين عامًا، يخرج من السجن ليجد نفسه أمام عالم آخر.

## طاقم التمثيل
- يونس ميكري بدور علي
- هيام عباس بدور ربيعة
- حسن الفد بدور عبد الله
- سامية أقريو بدور جميلة
- محمد مروازي بدور حميد
- عمر الشرايبي بدور إدريس
- عبد الله العمراني بدور مفتش الشرطة

## روابط خارجية
- مقالات تستعمل روابط فنية بلا صلة مع ويكي بيانات